# 印度跑鴨

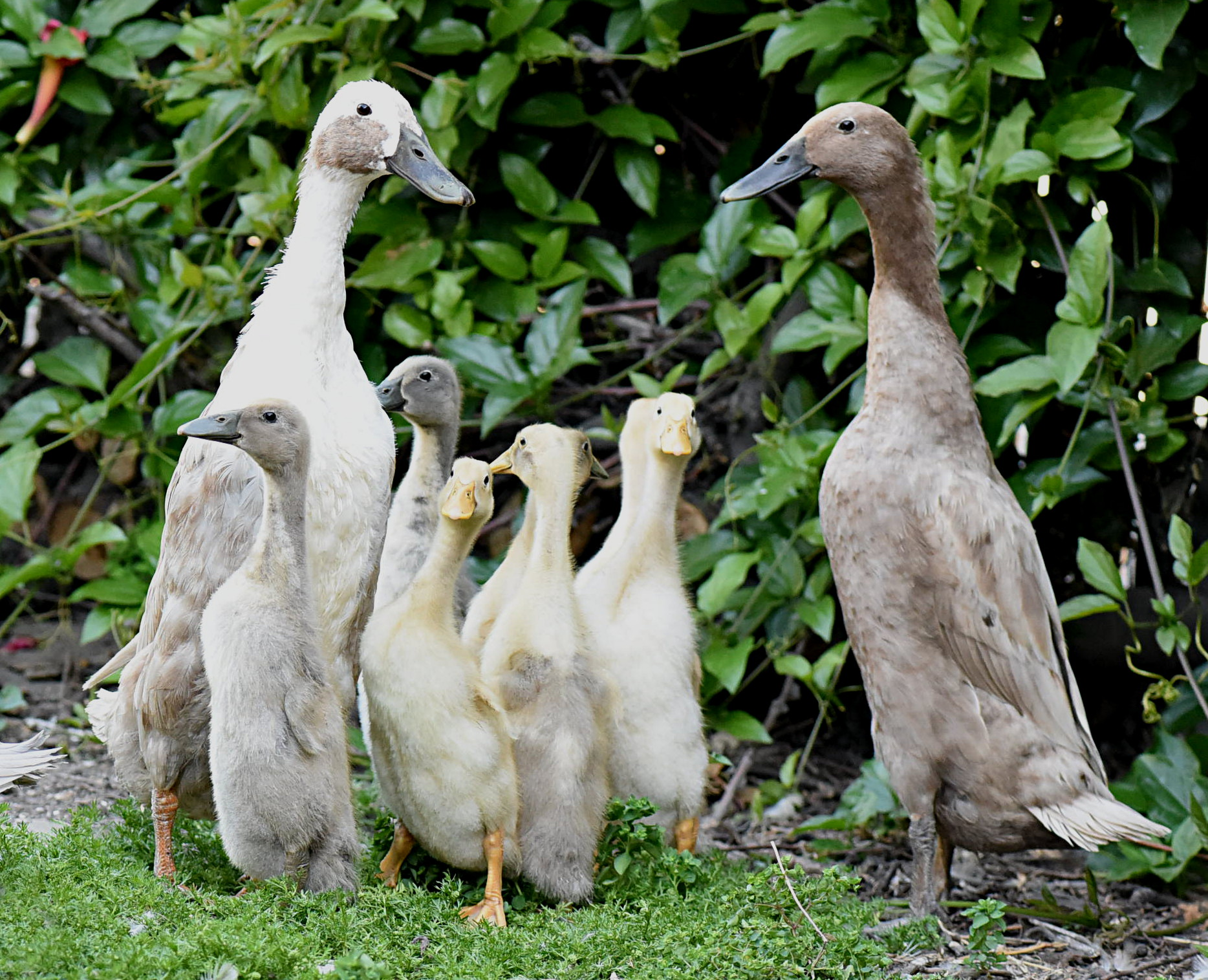
印度跑鴨的成鴨與小鴨

印度跑鴨（英語：Indian Runner duck）是家鴨的一個品種，原產於印度尼西亞龍目島、爪哇島與峇里島，現已被引進世界各地。這種鴨如企鵝般直立，因而被早期的荷蘭殖民者稱為「企鵝鴨」，且相較於其他品種的鴨只能搖擺行走，這種鴨可以奔跑。印度跑鴨的雌鴨一年可產約150-200顆蛋，產卵數依品系不等，有時甚至更多，是產卵數量很多的品種，但其很少築巢，也沒有育幼行為，而是在行走或奔跑時直接就地產卵。當地人會將其遛至市集，作為蛋鴨或肉品販賣。
印度跑鴨重約1.4-2.3公斤，高50公分至76公分，其中雄鴨比雌鴨高。這種鴨因骨盆帶（pelvic girdle）比其他品種的鴨更接近尾部，而可以直立行走與跑動。其頭部為長楔形，喙部與顱骨呈一直線，頭部高度較其他品種為短，頸部與身體皆修長 。
印度跑鴨為印尼當地人馴化而成的品種，有人認為建於九世紀的婆羅浮屠中就有以印度跑鴨為主題的雕刻，顯示此品種已存在超過千年之久。1851年，Zollinger紀錄到這種鴨的存在，形容其可以「接近直立地奔跑」，1856年，華萊士在龍目島見到了這種鴨，形容其「直立行走，有如企鵝一般」。1877年，「企鵝鴨」之名漸被「印度跑鴨」取代，前者之名可能與另一品種的鴨混淆。印度跑鴨並不產於印度，其名稱由來可能是因為將這種鴨引進英國的商船是在印度與印尼人貿易後，從印度啟航的，也可能是因為當時「印度」之名除了南亞外，也泛指緬甸、馬來亞與東印度群島的部分地區。